# Vittorio Tamagnini
Vittorio Tamagnini (28. oktober 1910 i Civitavecchia – 20. januar 1981) var en professionel bokser fra Italien. Under Sommer-OL 1928 vandt han en guldmedalje i vægtklassen bantamvægt.